# نابرابری مارکوف
نابرابری مارکُف در نظریهٔ احتمالات برای متغیرهای تصادفی که فقط مقادیری نامنفی را اختیار می‌کنند، کرانی بالا برای تخمین احتمال در اختیار می‌گذارد. به طور مثال امکان ندارد بیش از ۲۰ درصد از افراد درآمدی بیش از پنج برابر متوسط درآمد جامعه را داشته‌باشند. نابرابری مارکف عموماً برای تخمین احتمالات به کار می‌رود و این کران بالا از دقت بالایی برخوردار نیست.

## شرح نابرابری مارکف
اگر {\displaystyle X} یک متغیر تصادفی نامنفی ( {\displaystyle X\geq 0} ) و {\displaystyle a>0} باشد:
```

  

    

      

        
P

        
(

        
X

        
≥

        
a

        
)

        
≤

        

          

            

              

                

                  
E

                

              

              
(

              
X

              
)

            

            
a

          

        

      

    

    
{\displaystyle P(X\geq a)\leq {\frac {{\textrm {E}}(X)}{a}}}

  

```

یک نتیجه این نابرابری این است که اگر {\displaystyle X} یک متغیر تصادفی دلخواه و {\displaystyle a>0} باشد:
```

  

    

      

        
P

        
(

        

          
|

        

        
X

        

          
|

        

        
≥

        
a

        
)

        
≤

        

          

            

              

                

                  
E

                

              

              
(

              

                
|

              

              
X

              

                
|

              

              
)

            

            
a

          

        

      

    

    
{\displaystyle P(|X|\geq a)\leq {\frac {{\textrm {E}}(|X|)}{a}}}

  

```

و از این می‌توان نتیجه گرفت:
```

  

    

      

        
P

        
(

        

          
|

        

        
X

        
−

        

          

            
E

          

        

        
(

        
X

        
)

        

          
|

        

        
≥

        
a

        
)

        
=

        
P

        
(

        
(

        
X

        
−

        

          

            
E

          

        

        
(

        
X

        
)

        

          
)

          

            
2

          

        

        
≥

        

          
a

          

            
2

          

        

        
)

        
≤

        

          

            

              

                

                  
E

                

              

              
[

              
(

              
X

              
−

              

                

                  
E

                

              

              
(

              
X

              
)

              

                
)

                

                  
2

                

              

              
]

            

            

              
a

              

                
2

              

            

          

        

        
=

        

          

            

              

                

                  
Var

                

              

              
(

              
X

              
)

            

            

              
a

              

                
2

              

            

          

        

      

    

    
{\displaystyle P(|X-{\textrm {E}}(X)|\geq a)=P((X-{\textrm {E}}(X))^{2}\geq a^{2})\leq {\frac {{\textrm {E}}[(X-{\textrm {E}}(X))^{2}]}{a^{2}}}={\frac {{\textrm {Var}}(X)}{a^{2}}}}

  

```

که از این طریق می‌توان به نابرابری دیگری به نام نابرابری چبیشف دست یافت